# ذراع تطويل

ذراع التطويل مشار إليه بالرقم 1

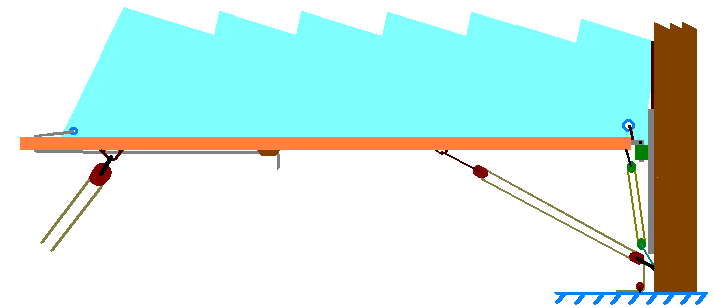

في الملاحة الشراعية، ذراع التطويل هو شاخص، على طول الحافة السفلية لشراع الأرْمَة الطولانية [الإنجليزية]، مما يحسن بشكل كبير التحكم في زاوية الشراع وشكله. يتمثل الإجراء الأساسي لذراع التطويل في إبقاء الحافة السفلية مسطحة عندما تكون زاوية الشراع بعيدة عن خط الوسط للقارب. يعمل ذراع التطويل أيضًا نقطةً للربط لخطوط تحكم أكثر تطورًا. بسبب تحسين التحكم في الشراع، من النادر العثور على شراع غير شراع المقدّم وبلا ذراع التطويل، ولكن الأشرعة اللاتينية [الإنجليزية]، على سبيل المثال، تكون غير مدعومة بذراع التطويل. في بعض التطبيقات الحديثة، يُلف الشراع إلى ذراع التطويل لتخزين أو تضييق الشراع.